# 三豊郡

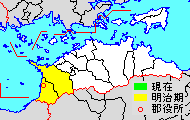
香川県三豊郡の範囲

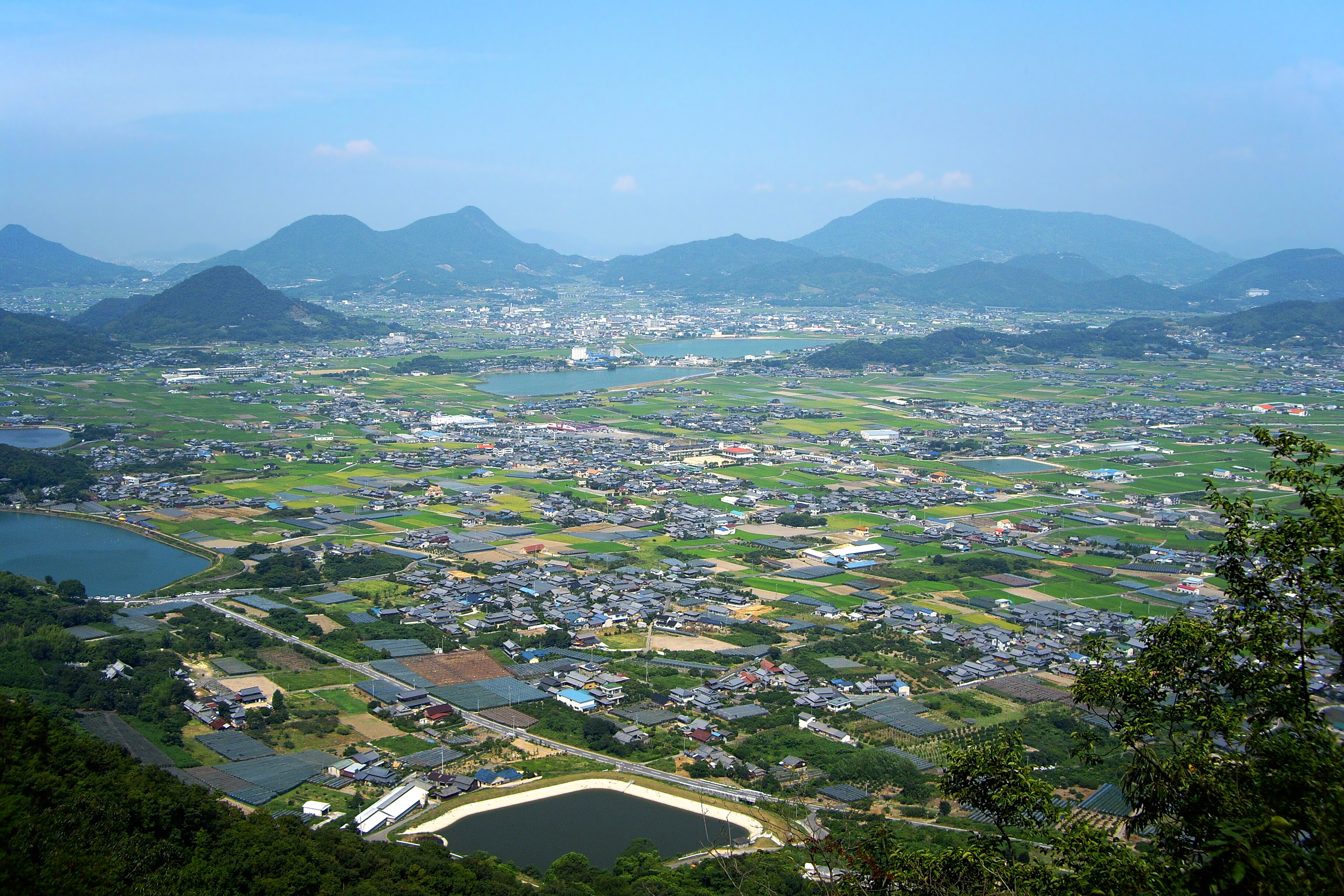
三豊平野の北部

三豊郡（みとよぐん）は、香川県にあった郡。

## 郡域
1899年（明治32年）に発足した当時の郡域は、現在の行政区画では概ね以下の区域に相当する。
- 観音寺市
- 三豊市

現在この区域は狭義の西讃地方である。

## 歴史

### 沿革
- 旧三野郡（20村）1.仁尾村 2.荘内村 3.粟島村 4.詫間村 5.大見村 6.吉津村 7.下高瀬村 8.上高瀬村 9.勝間村 10.笠田村 11.比地二村 12.比地大村 13.桑山村 14.本山村 15.上高野村 16.二ノ宮村 17.麻村 18.神田村 19.財田村 20.財田大野村

- 旧豊田郡（2町14村）21.観音寺町 22.高室村 23.常磐村 24.一ノ谷村 25.辻村 26.河内村 27.豊田村 28.粟井村 29.紀伊村 30.中姫村 31.萩原村 32.五郷村 33.和田村 34.豊浜町 35.大野原村 36.柞田村

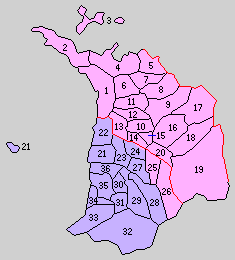
（凡例：紫：観音寺市 桃：三豊市）

- 1899年（明治32年）4月1日 - 郡制の施行により三野郡・豊田郡の区域をもって三豊郡が発足。下記の町村が所属。（2町34村）
  - 旧三野郡（20村） - 仁尾村[3]、荘内村、粟島村[4]、詫間村、大見村、吉津村、下高瀬村、上高瀬村、勝間村、笠田村、比地二村、比地大村、桑山村、本山村、上高野村、二ノ宮村、麻村、神田村、財田村、財田大野村
  - 旧豊田郡（2町14村） - 観音寺町、高室村、常磐村、一ノ谷村、辻村、河内村、豊田村、粟井村、紀伊村、中姫村、萩原村、五郷村、和田村、豊浜町、大野原村、柞田村
- 1923年（大正12年）3月31日 - 郡会が廃止。郡役所は存続。
- 1924年（大正13年）4月1日 - 仁尾村が町制施行して仁尾町となる。（3町33村）
- 1926年（大正15年）6月30日 - 郡役所が廃止。以降は地域区分名称となる。
- 1929年（昭和4年）4月1日 - 中姫村が大野原村に編入。（3町32村）
- 1942年（昭和17年）4月15日 - 詫間村が町制施行して詫間町となる。（4町31村）
- 1949年（昭和24年）1月1日 - 観音寺町の一部（伊吹島）が分立して伊吹村が発足。（4町32村）
- 1955年（昭和30年）
  - 1月1日 - 観音寺町・常磐村・高室村・柞田村が合併して観音寺市が発足し、郡より離脱。（3町29村）
  - 2月11日 - 大野原村・萩原村・五郷村が合併して大野原町[5][6]が発足。（4町26村）
  - 3月31日（5町17村）
    - 比地二村・二ノ宮村[7]・麻村・勝間村・上高瀬村が合併して高瀬町[8]が発足。
    - 本山村・上高野村・笠田村・比地大村・桑山村[9]が合併して豊中村が発足。

  - 4月1日（5町9村）
    - 辻村[10][注釈 1]・河内村・神田村・財田大野村が合併して山本村が発足。
    - 大見村・下高瀬村・吉津村が合併して三野村が発足。
    - 詫間町・粟島村・荘内村が合併し、改めて詫間町[13]が発足。
    - 豊浜町・和田村が合併し、改めて豊浜町が発足。

  - 4月10日（5町6村）
    - 豊田村・粟井村および紀伊村の一部（木之郷）が観音寺市に編入。
    - 紀伊村の残部（丸井、福田原、青岡）が大野原町に編入。
- 1956年（昭和31年）9月30日 - 一ノ谷村・伊吹村が観音寺市に編入。（5町4村）
- 1957年（昭和32年）
  - 1月1日 - 豊中村が町制施行して豊中町となる。（6町3村）
  - 11月3日 - 山本村が町制施行して山本町となる。（7町2村）
- 1961年（昭和36年）9月1日 - 三野村が町制施行して三野町となる。（8町1村）
- 1970年（昭和45年）2月15日 - 財田村が町制施行して財田町となる。（9町）
- 2005年（平成17年）10月11日 - 大野原町・豊浜町が観音寺市と合併し、改めて観音寺市が発足、郡より離脱。（7町）
- 2006年（平成18年）1月1日 - 高瀬町・山本町・三野町・豊中町・詫間町[14]・仁尾町[15]・財田町が合併して三豊市が発足。同日三豊郡消滅。

### 変遷表
| 1890年以前 自然村 | 1899年以前 旧郡 | 1890年2月15日 - 1926年          | 1890年2月15日 - 1926年      | 1927年 - 1944年              | 1945年 - 1954年              | 1955年 - 1988年              | 1955年 - 1988年      | 1989年 - 現在           | 現在   |
| ----------------- | --------------- | ------------------------------- | --------------------------- | ---------------------------- | ---------------------------- | ---------------------------- | -------------------- | ----------------------- | ------ |
| 仁尾村            | 三野郡          | 仁尾村                          | 1924年4月1日 町制           | 仁尾町                       | 仁尾町                       | 仁尾町                       | 仁尾町               | 2006年1月1日 三豊市     | 三豊市 |
| 家浦              | 三野郡          | 仁尾村                          | 1924年4月1日 町制           | 仁尾町                       | 仁尾町                       | 仁尾町                       | 仁尾町               | 2006年1月1日 三豊市     | 三豊市 |
| 大浜浦            | 三野郡          | 荘内村                          | 荘内村                      | 荘内村                       | 荘内村                       | 1955年4月1日 詫間町          | 1955年4月1日 詫間町  | 2006年1月1日 三豊市     | 三豊市 |
| 生里浦            | 三野郡          | 荘内村                          | 荘内村                      | 荘内村                       | 荘内村                       | 1955年4月1日 詫間町          | 1955年4月1日 詫間町  | 2006年1月1日 三豊市     | 三豊市 |
| 箱浦              | 三野郡          | 荘内村                          | 荘内村                      | 荘内村                       | 荘内村                       | 1955年4月1日 詫間町          | 1955年4月1日 詫間町  | 2006年1月1日 三豊市     | 三豊市 |
| 積浦              | 三野郡          | 荘内村                          | 荘内村                      | 荘内村                       | 荘内村                       | 1955年4月1日 詫間町          | 1955年4月1日 詫間町  | 2006年1月1日 三豊市     | 三豊市 |
| 粟島              | 三野郡          | 粟島村                          | 粟島村                      | 粟島村                       | 粟島村                       | 1955年4月1日 詫間町          | 1955年4月1日 詫間町  | 2006年1月1日 三豊市     | 三豊市 |
| 志々島            | 三野郡          | 粟島村                          | 粟島村                      | 粟島村                       | 粟島村                       | 1955年4月1日 詫間町          | 1955年4月1日 詫間町  | 2006年1月1日 三豊市     | 三豊市 |
| 詫間村            | 三野郡          | 詫間村                          | 詫間村                      | 1942年4月15日 町制           | 詫間町                       | 1955年4月1日 詫間町          | 1955年4月1日 詫間町  | 2006年1月1日 三豊市     | 三豊市 |
| 香田浦            | 三野郡          | 詫間村                          | 詫間村                      | 1942年4月15日 町制           | 詫間町                       | 1955年4月1日 詫間町          | 1955年4月1日 詫間町  | 2006年1月1日 三豊市     | 三豊市 |
| 松崎村            | 三野郡          | 詫間村                          | 詫間村                      | 1942年4月15日 町制           | 詫間町                       | 1955年4月1日 詫間町          | 1955年4月1日 詫間町  | 2006年1月1日 三豊市     | 三豊市 |
| 大見村            | 三野郡          | 大見村                          | 大見村                      | 大見村                       | 大見村                       | 1955年4月1日 三野村          | 1961年9月1日 町制    | 2006年1月1日 三豊市     | 三豊市 |
| 吉津村            | 三野郡          | 吉津村                          | 吉津村                      | 吉津村                       | 吉津村                       | 1955年4月1日 三野村          | 1961年9月1日 町制    | 2006年1月1日 三豊市     | 三豊市 |
| 下高瀬村          | 三野郡          | 下高瀬村                        | 下高瀬村                    | 下高瀬村                     | 下高瀬村                     | 1955年4月1日 三野村          | 1961年9月1日 町制    | 2006年1月1日 三豊市     | 三豊市 |
| 上高瀬村          | 三野郡          | 上高瀬村                        | 上高瀬村                    | 上高瀬村                     | 上高瀬村                     | 1955年3月31日 高瀬町         | 1955年3月31日 高瀬町 | 2006年1月1日 三豊市     | 三豊市 |
| 新名村            | 三野郡          | 上高瀬村                        | 上高瀬村                    | 上高瀬村                     | 上高瀬村                     | 1955年3月31日 高瀬町         | 1955年3月31日 高瀬町 | 2006年1月1日 三豊市     | 三豊市 |
| 上勝間村          | 三野郡          | 勝間村                          | 勝間村                      | 勝間村                       | 勝間村                       | 1955年3月31日 高瀬町         | 1955年3月31日 高瀬町 | 2006年1月1日 三豊市     | 三豊市 |
| 下勝間村          | 三野郡          | 勝間村                          | 勝間村                      | 勝間村                       | 勝間村                       | 1955年3月31日 高瀬町         | 1955年3月31日 高瀬町 | 2006年1月1日 三豊市     | 三豊市 |
| 比地村            | 三野郡          | 比地二村                        | 比地二村                    | 比地二村                     | 比地二村                     | 1955年3月31日 高瀬町         | 1955年3月31日 高瀬町 | 2006年1月1日 三豊市     | 三豊市 |
| 比地中村          | 三野郡          | 比地二村                        | 比地二村                    | 比地二村                     | 比地二村                     | 1955年3月31日 高瀬町         | 1955年3月31日 高瀬町 | 2006年1月1日 三豊市     | 三豊市 |
| 佐股村            | 三野郡          | 二ノ宮村                        | 二ノ宮村                    | 二ノ宮村                     | 二ノ宮村                     | 1955年3月31日 高瀬町         | 1955年3月31日 高瀬町 | 2006年1月1日 三豊市     | 三豊市 |
| 羽方村            | 三野郡          | 二ノ宮村                        | 二ノ宮村                    | 二ノ宮村                     | 二ノ宮村                     | 1955年3月31日 高瀬町         | 1955年3月31日 高瀬町 | 2006年1月1日 三豊市     | 三豊市 |
| 上麻村            | 三野郡          | 麻村                            | 麻村                        | 麻村                         | 麻村                         | 1955年3月31日 高瀬町         | 1955年3月31日 高瀬町 | 2006年1月1日 三豊市     | 三豊市 |
| 下麻村            | 三野郡          | 麻村                            | 麻村                        | 麻村                         | 麻村                         | 1955年3月31日 高瀬町         | 1955年3月31日 高瀬町 | 2006年1月1日 三豊市     | 三豊市 |
| 神田村            | 三野郡          | 神田村                          | 神田村                      | 神田村                       | 神田村                       | 1955年4月1日 山本町          | 1955年4月1日 山本町  | 2006年1月1日 三豊市     | 三豊市 |
| 大野村            | 三野郡          | 財田大野村                      | 財田大野村                  | 財田大野村                   | 財田大野村                   | 1955年4月1日 山本町          | 1955年4月1日 山本町  | 2006年1月1日 三豊市     | 三豊市 |
| 財田西村          | 三野郡          | 財田大野村                      | 財田大野村                  | 財田大野村                   | 財田大野村                   | 1955年4月1日 山本町          | 1955年4月1日 山本町  | 2006年1月1日 三豊市     | 三豊市 |
| 財田上村          | 三野郡          | 財田村                          | 財田村                      | 財田村                       | 財田村                       | 1970年2月15日 町制           | 1970年2月15日 町制   | 2006年1月1日 三豊市     | 三豊市 |
| 財田中村          | 三野郡          | 財田村                          | 財田村                      | 財田村                       | 財田村                       | 1970年2月15日 町制           | 1970年2月15日 町制   | 2006年1月1日 三豊市     | 三豊市 |
| 上高野村          | 三野郡          | 上高野村                        | 上高野村                    | 上高野村                     | 上高野村                     | 1955年3月31日 豊中村         | 1957年1月1日 町制    | 2006年1月1日 三豊市     | 三豊市 |
| 笠岡村            | 三野郡          | 笠田村                          | 笠田村                      | 笠田村                       | 笠田村                       | 1955年3月31日 豊中村         | 1957年1月1日 町制    | 2006年1月1日 三豊市     | 三豊市 |
| 竹田村            | 三野郡          | 笠田村                          | 笠田村                      | 笠田村                       | 笠田村                       | 1955年3月31日 豊中村         | 1957年1月1日 町制    | 2006年1月1日 三豊市     | 三豊市 |
| 比地大村          | 三野郡          | 比地大村                        | 比地大村                    | 比地大村                     | 比地大村                     | 1955年3月31日 豊中村         | 1957年1月1日 町制    | 2006年1月1日 三豊市     | 三豊市 |
| 岡本村            | 三野郡          | 桑山村                          | 桑山村                      | 桑山村                       | 桑山村                       | 1955年3月31日 豊中村         | 1957年1月1日 町制    | 2006年1月1日 三豊市     | 三豊市 |
| 下高野村          | 三野郡          | 桑山村                          | 桑山村                      | 桑山村                       | 桑山村                       | 1955年3月31日 豊中村         | 1957年1月1日 町制    | 2006年1月1日 三豊市     | 三豊市 |
| 寺家村            | 三野郡          | 本山村                          | 本山村                      | 本山村                       | 本山村                       | 1955年3月31日 豊中村         | 1957年1月1日 町制    | 2006年1月1日 三豊市     | 三豊市 |
| 本大村            | 三野郡          | 本山村                          | 本山村                      | 本山村                       | 本山村                       | 1955年3月31日 豊中村         | 1957年1月1日 町制    | 2006年1月1日 三豊市     | 三豊市 |
| 豊田郡一ノ谷村    | 豊田郡一ノ谷村  | 一ノ谷村                        | 一ノ谷村                    | 1956年9月30日 観音寺市へ編入 | 1956年9月30日 観音寺市へ編入 | 2005年10月11日 観音寺市      | 観音寺市             |                         |        |
| 豊田郡一ノ谷村    | 豊田郡一ノ谷村  | 一ノ谷村                        | 一ノ谷村                    | 1956年9月30日 観音寺市へ編入 | 1956年9月30日 観音寺市へ編入 | 2005年10月11日 観音寺市      | 観音寺市             | 古川村                  | 豊田郡 |
| 豊田郡一ノ谷村    | 豊田郡一ノ谷村  | 一ノ谷村                        | 一ノ谷村                    | 1956年9月30日 観音寺市へ編入 | 1956年9月30日 観音寺市へ編入 | 2005年10月11日 観音寺市      | 観音寺市             | 中田井村                | 豊田郡 |
| 豊田郡一ノ谷村    | 豊田郡一ノ谷村  | 一ノ谷村                        | 一ノ谷村                    | 1956年9月30日 観音寺市へ編入 | 1956年9月30日 観音寺市へ編入 | 2005年10月11日 観音寺市      | 観音寺市             | 吉岡村                  | 豊田郡 |
| 伊吹島村          | 観音寺町        | 観音寺町                        | 観音寺町                    | 1956年9月30日 観音寺市へ編入 | 1956年9月30日 観音寺市へ編入 | 2005年10月11日 観音寺市      | 観音寺市             | 1949年1月1日分離 伊吹村 | 豊田郡 |
| 観音寺村          | 観音寺町        | 観音寺町                        | 観音寺町                    | 観音寺町                     | 1955年1月1日 観音寺市        | 1955年1月1日 観音寺市        | 観音寺市             |                         | 豊田郡 |
| 高屋村            | 高室村          | 高室村                          | 高室村                      | 高室村                       | 1955年1月1日 観音寺市        | 1955年1月1日 観音寺市        | 観音寺市             |                         | 豊田郡 |
| 室本村            | 高室村          | 高室村                          | 高室村                      | 高室村                       | 1955年1月1日 観音寺市        | 1955年1月1日 観音寺市        | 観音寺市             |                         | 豊田郡 |
| 植田村            | 常磐村          | 常磐村                          | 常磐村                      | 常磐村                       | 1955年1月1日 観音寺市        | 1955年1月1日 観音寺市        | 観音寺市             |                         | 豊田郡 |
| 流岡村            | 常磐村          | 常磐村                          | 常磐村                      | 常磐村                       | 1955年1月1日 観音寺市        | 1955年1月1日 観音寺市        | 観音寺市             |                         | 豊田郡 |
| 村黒村            | 常磐村          | 常磐村                          | 常磐村                      | 常磐村                       | 1955年1月1日 観音寺市        | 1955年1月1日 観音寺市        | 観音寺市             |                         | 豊田郡 |
| 出作村            | 常磐村          | 常磐村                          | 常磐村                      | 常磐村                       | 1955年1月1日 観音寺市        | 1955年1月1日 観音寺市        | 観音寺市             |                         | 豊田郡 |
| 柞田村            | 柞田村          | 柞田村                          | 柞田村                      | 柞田村                       | 1955年1月1日 観音寺市        | 1955年1月1日 観音寺市        | 観音寺市             |                         | 豊田郡 |
| 新田村            | 豊田村          | 豊田村                          | 豊田村                      | 豊田村                       | 1955年4月10日 観音寺市へ編入 | 1955年4月10日 観音寺市へ編入 | 観音寺市             |                         | 豊田郡 |
| 原村              | 豊田村          | 豊田村                          | 豊田村                      | 豊田村                       | 1955年4月10日 観音寺市へ編入 | 1955年4月10日 観音寺市へ編入 | 観音寺市             |                         | 豊田郡 |
| 池尻村            | 豊田村          | 豊田村                          | 豊田村                      | 豊田村                       | 1955年4月10日 観音寺市へ編入 | 1955年4月10日 観音寺市へ編入 | 観音寺市             |                         | 豊田郡 |
| 粟井村            | 粟井村          | 粟井村                          | 粟井村                      | 粟井村                       | 1955年4月10日 観音寺市へ編入 | 1955年4月10日 観音寺市へ編入 | 観音寺市             |                         | 豊田郡 |
| 木之郷村          | 紀伊村          | 紀伊村                          | 紀伊村                      | 紀伊村                       | 1955年4月10日 観音寺市へ編入 | 1955年4月10日 観音寺市へ編入 | 観音寺市             |                         | 豊田郡 |
| 木之郷村          | 紀伊村          | 紀伊村                          | 紀伊村                      | 紀伊村                       | 1955年4月10日 大野原町へ編入 |                              | 観音寺市             |                         | 豊田郡 |
| 丸井村            | 紀伊村          | 紀伊村                          | 紀伊村                      | 紀伊村                       |                              |                              | 観音寺市             |                         | 豊田郡 |
| 福田原村          | 紀伊村          | 紀伊村                          | 紀伊村                      | 紀伊村                       |                              |                              | 観音寺市             |                         | 豊田郡 |
| 青岡村            | 紀伊村          | 紀伊村                          | 紀伊村                      | 紀伊村                       |                              |                              | 観音寺市             |                         | 豊田郡 |
| 萩原村            | 萩原村          | 萩原村                          | 萩原村                      | 萩原村                       | 1955年2月11日 大野原町       | 1955年2月11日 大野原町       | 観音寺市             |                         | 豊田郡 |
| 井関村            | 五郷村          | 五郷村                          | 五郷村                      | 五郷村                       | 1955年2月11日 大野原町       | 1955年2月11日 大野原町       | 観音寺市             |                         | 豊田郡 |
| 海老済村          | 五郷村          | 五郷村                          | 五郷村                      | 五郷村                       | 1955年2月11日 大野原町       | 1955年2月11日 大野原町       | 観音寺市             |                         | 豊田郡 |
| 内野々村          | 五郷村          | 五郷村                          | 五郷村                      | 五郷村                       | 1955年2月11日 大野原町       | 1955年2月11日 大野原町       | 観音寺市             |                         | 豊田郡 |
| 有木村            | 五郷村          | 五郷村                          | 五郷村                      | 五郷村                       | 1955年2月11日 大野原町       | 1955年2月11日 大野原町       | 観音寺市             |                         | 豊田郡 |
| 田野々村          | 五郷村          | 五郷村                          | 五郷村                      | 五郷村                       | 1955年2月11日 大野原町       | 1955年2月11日 大野原町       | 観音寺市             |                         | 豊田郡 |
| 中姫村            | 中姫村          | 中姫村                          | 1929年4月1日 大野原村へ編入 | 大野原村                     | 1955年2月11日 大野原町       | 1955年2月11日 大野原町       | 観音寺市             |                         | 豊田郡 |
| 大野原村          | 大野原村        | 大野原村                        | 大野原村                    | 大野原村                     | 1955年2月11日 大野原町       | 1955年2月11日 大野原町       | 観音寺市             |                         | 豊田郡 |
| 花稲村            | 大野原村        | 大野原村                        | 大野原村                    | 大野原村                     | 1955年2月11日 大野原町       | 1955年2月11日 大野原町       | 観音寺市             |                         | 豊田郡 |
| 箕浦              | 和田村          | 和田村                          | 和田村                      | 和田村                       | 1955年4月1日 豊浜町          | 1955年4月1日 豊浜町          | 観音寺市             |                         | 豊田郡 |
| 和田村            | 和田村          | 和田村                          | 和田村                      | 和田村                       | 1955年4月1日 豊浜町          | 1955年4月1日 豊浜町          | 観音寺市             |                         | 豊田郡 |
| 姫浜              | 姫之江村        | 1899年2月11日 町制・改称 豊浜町 | 豊浜町                      | 豊浜町                       | 1955年4月1日 豊浜町          | 1955年4月1日 豊浜町          | 観音寺市             |                         | 豊田郡 |
| 和田浜            | 姫之江村        | 1899年2月11日 町制・改称 豊浜町 | 豊浜町                      | 豊浜町                       | 1955年4月1日 豊浜町          | 1955年4月1日 豊浜町          | 観音寺市             |                         | 豊田郡 |
| 辻村              | 辻村            | 辻村                            | 辻村                        | 辻村                         | 1955年4月1日 山本町          | 1955年4月1日 山本町          | 2006年1月1日 三豊市  | 三豊市                  | 豊田郡 |
| 河内村            | 河内村          | 河内村                          | 河内村                      | 河内村                       | 1955年4月1日 山本町          | 1955年4月1日 山本町          | 2006年1月1日 三豊市  | 三豊市                  | 豊田郡 |

## 行政
歴代郡長
| 代 | 氏名 | 就任年月日               | 退任年月日                | 備考                   |
| -- | ---- | ------------------------ | ------------------------- | ---------------------- |
| 1  |      | 明治32年（1899年）4月1日 |                           |                        |
|    |      |                          | 大正15年（1926年）6月30日 | 郡役所廃止により、廃官 |

## 関連文献
- 『三豊郡史』三豊郡、1921年（大正10年） エラー: 日付が正しく記入されていません。（説明）。NDLJP:965729。
  - 宮地正人 監修「三豊郡（みとよぐん）『三豊郡史』三豊郡 編　大10　626」『香川県』丸善、東京〈郡誌マイクロ版集成〉、2000年、838頁。全国書誌番号:20147827。マイクロフィルムリール ; 16mm + 目録（55p 30cm）。
  - 三豊郡 編『三豊郡史』1921年（大正10年）、全626頁。

旧高瀬町（旧三野郡→5町17村→三豊郡→三豊市）
- 高瀬町 編『高瀬町史 通史編』2005年。全国書誌番号:20756416。
  - 「古代：第2章 律令国家と高瀬地域 §讃岐国の成立 三野郡の成立 三野郡の規模」40頁-。
  - 「近代：第1章 村の行政と財政の展開」
    - 「§第2節 旧五か村の誕生」442頁-。
    - 「§第4節 立憲政治の発達 §§3 郡と郡会 三野郡から三豊郡へ 郡会と郡の財政」464頁-。

  - 「現代：第2章 高瀬町の誕生と行財政」
    - 「§第1節 町村合併」619頁-。